# Simeón el Nuevo Teólogo
San Simeón el Nuevo Teólogo (949-1022) es el último de los tres santos de la Iglesia Ortodoxa al que se dio el título de teólogo de ahí que también recibiera el adjetivo de «Nuevo». Los otros son san Juan el Apóstol y san Gregorio Nacianceno. San Simeón fue un poeta que personificó la tradición hesicasta mística. Escribió que los seres humanos podían y debían experimentar a Dios directamente. Sus obras influyeron en la controversia hesicasta del siglo XIV. Su discípulo más famoso fue Nicetas Estetatos, su ayudante de celda, que también escribió su vida.
Nacido en Galacia, Paflagonia, su padre le preparó una educación en Constantinopla en la vida oficial. Fue más tarde asignado como cortesano para atender al emperador Basilio. Abandonó su vida como cortesano para retirarse a un monasterio a la edad de 27 años bajo el Viejo Simeón el Pío en el Monasterio de Studion. Más tarde se convirtió en abad del monasterio de San Mamés en Constantinopla.
La estricta disciplina monástica que pretendía Simeón dolió a algunos en el monasterio. Un día, después de la liturgia algunos de los monjes le atacaron y casi le mataron. Después fueron expulsados del monasterio y Simeón pidió que se los tratara con lenidad. También de las autoridades eclesiásticas Simeón padeció una severa oposición que encontraba sus obras suficientemente fastidiosas para excluirle de Constantinopla. Así que abandonó la ciudad y residió en el monasterio de Santa Makrina cruzando el Bósforo. Con el tiempo se hizo un recluso.
Simeón no estaba educado en filosofía griega pero sabía bastante de la vida de la iglesia. A menudo hablaba a partir de su experiencia personal directa y a veces atacó a algunos eruditos a quienes veía como personas que pretendían tener un conocimiento del que carecían.
Algunas de las obras de Simeón fueron: Discursos catecúmenos, Himnos de Amor divino y los tres Discursos teológicos.